# André Herviault
 André Herviault, né le 23 mars 1884 à Nantes (Loire-inférieure actuelle Loire-Atlantique), et mort le 10 juillet 1969 à Saintes (Charente-Maritime), est un peintre français.

## Biographie et œuvres
André Herviault a étudié avec Fernand Cormon à l'École des Beaux-Arts de Paris. Il est envoyé au Togo par le Ministère des colonies et en rapporte 18 œuvres qui sont exposées au Salon de la Société Coloniale des Artistes Français.
Sa peinture d'un bord de mer Conca Marini, Amalfi datant d'environ 1923 est conservée eu Musée d'Orsay.
Il peint de nombreuses représentations de la vie en Afrique à la période coloniale dont Scène de la vie quotidienne dans un village d'Afrique centrale exposé à l'exposition coloniale internationale de 1931 qui montre des cases primitives en terre battue et à toit de paille, typiques du Togo, autour d’une végétation de type tropicale. Au-delà du souci ethnographique, il sous-entend néanmoins la « vision apologétique d’une France civilisatrice du monde colonial extra-occidental ».
Spécialiste de ce type de représentations et ayant fait de fréquents voyages en Afrique, il reçoit le Prix de l’Afrique-Équatoriale française puis le Prix de l’Afrique-Occidentale française. Plusieurs de ses œuvres, dont L’Officier topographe elle aussi montrée à l'Exposition coloniale, sont exposées en 2018 au Musée du quai Branly dans le cadre de l'exposition « Peintures des lointains ». Il donne une représentation idéalisée de travaux bien organisés survolés par un biplan, alors qu'en 1927 et 1928 l'écrivain André Gide puis le journaliste Albert Londres en avait donné une tout autre description.